# متفاوتة نسبيت
في الرياضيات متفاوتة نسبيت هي حالة خاصة من متفاوتة شاپيرو. تنص على أنه لأعداد حقيقية موجبة b ،a و c لدينا:
{\displaystyle .{\frac {a}{b+c}}+{\frac {b}{a+c}}+{\frac {c}{a+b}}\geq {\frac {3}{2}}}

## البرهان

### البرهان الثالث: مشكلة هيلبرت السابعة عشرة
المتطابقة التالية صحيحة لأي {\displaystyle :a,b,c}
{\displaystyle {\frac {a}{b+c}}+{\frac {b}{a+c}}+{\frac {c}{a+b}}={\frac {3}{2}}+{\frac {1}{2}}\left({\frac {(a-b)^{2}}{(a+c)(b+c)}}+{\frac {(a-c)^{2}}{(a+b)(b+c)}}+{\frac {(b-c)^{2}}{(a+b)(a+c)}}\right)}
منها يظهر بجلاء أن الطرف الأيسر أكبر من {\displaystyle {\frac {3}{2}}} لأعداد موجبة b ،a و c.

## وصلات خارجية
- See AoPS for more proofs of this inequality.